# تين الكوم

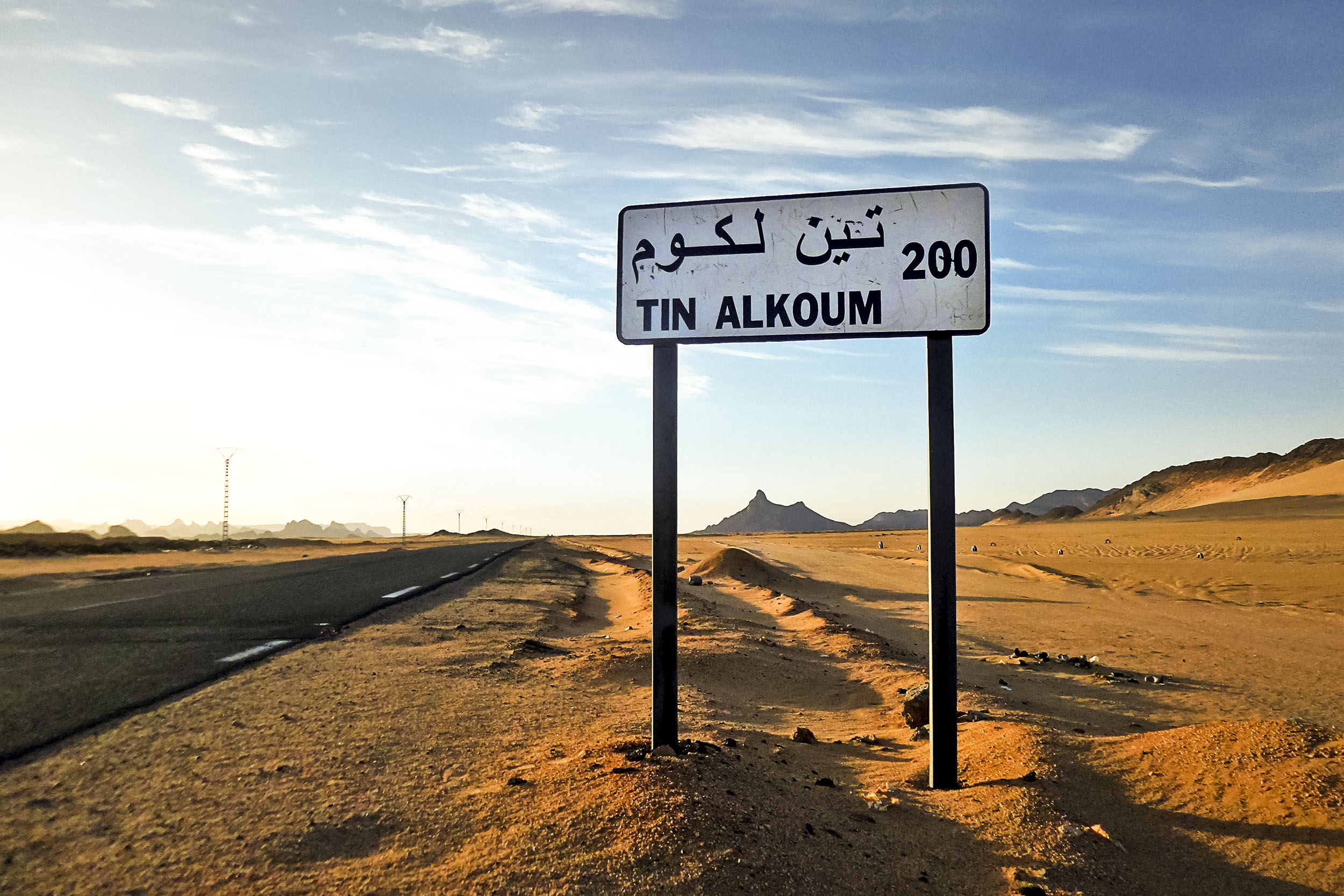
اشارة توجيه على الطريق رقم 3أ

تين الكوم أو تينالكوم تجمع حضري ثانوي متاخم للحدود مع ليبيا تابع إقليميا لبلدية جانت، دائرة جانت بولاية جانت الجزائرية

## الموقع
تقع قرية تين الكوم شرق مدينة جانت بالقرب من الحدود الجزائرية الليبية، وجنوب شرق سلسلة جبال طاسيلي ناجر، يمر بها الطريق الوطني رقم 3أ. تقع في نفس الوادي المجاور لمدينة غات الليبية،
يوجد بها معبر ويعتبر واحد من ثلاث معابر تربط ليبيا (منطقة غات) بالجزائر (منطقة جانت). ظلّ المعبر مغلقاً مدّة أربعة أشهر سنة 2011 من الجانب الجزائري بحجّة «تردي الوضع الأمني في ليبيا». وهو المعبر الذي فرّت منه بعض أفراد عائلة القذافي خلالثورة 17 فبراير.

## تاريخ
توجد سلسلة من المقابر المستديرة (جثوة) ذات الطراز الصحراوي التقليدي في الطاسيلي بالقرب من تين الكوم، هناك العديد من المقابر من العصر الحجري الحديث (الفترة تمتد من ظهور الزراعة منذ حوالي 10,000 سنة حتى ظهور الكتابة من 5,000 إلى 4,000 سنة).

### معركة تين الكوم
في ليلة 9 إلى 10من عام 1940، إحتل مائتان أو ثلاثمائة من قُومية غات بالكامل المرتفعات المحيطة بالحصن الصغير تين الكوم . يُشغِّل هذا المركز 11 من الصحراويين من شركة الهقار واثنين من مشغلي الراديو الأوروبيين تحت إمرة العميد بليت . وأُمر الأخير بالتخلي، في حالة الهجوم، عن الحصن الذي لا يمكن الدفاع عنه والاستقرار في الجبل القريب من المركز للدفاع عن النفس. لمدة ثلاث ساعات من الليل، كان العميد بليت يترصد المهاجمين. وعند الفجر، أمر رجاله بالنزول والانضمام بشكل فردي إلى فصيلة المهاريست  تحت قيادة المساعد ميسنات، المتمركز بعقبة عبد الفوق على طريق جانت بينما واصل وحده الدفاع عن المنشأة بمدفع رشاش وقنابل يدوية. في الساعة 6، احتل الخصم الحصن ؛ بعد نصف ساعة، أصيب بليت مرتين. واصل القتال واستغرق العدو ساعتين للتغلب عليه والقبض عليه. كان لدى العميد وقت لتفكيك قيادته العسكرية وتفريق القطع الموجودة في الصخور.ظل تين الكوم إيطاليًا حتى 16 يناير 1943، عندما استولت الفصيلة الثانية لشركة الصحراية هُقار على الحصن، وهي خالية من مستوطنيها الإيطاليين